# Kyz kuu

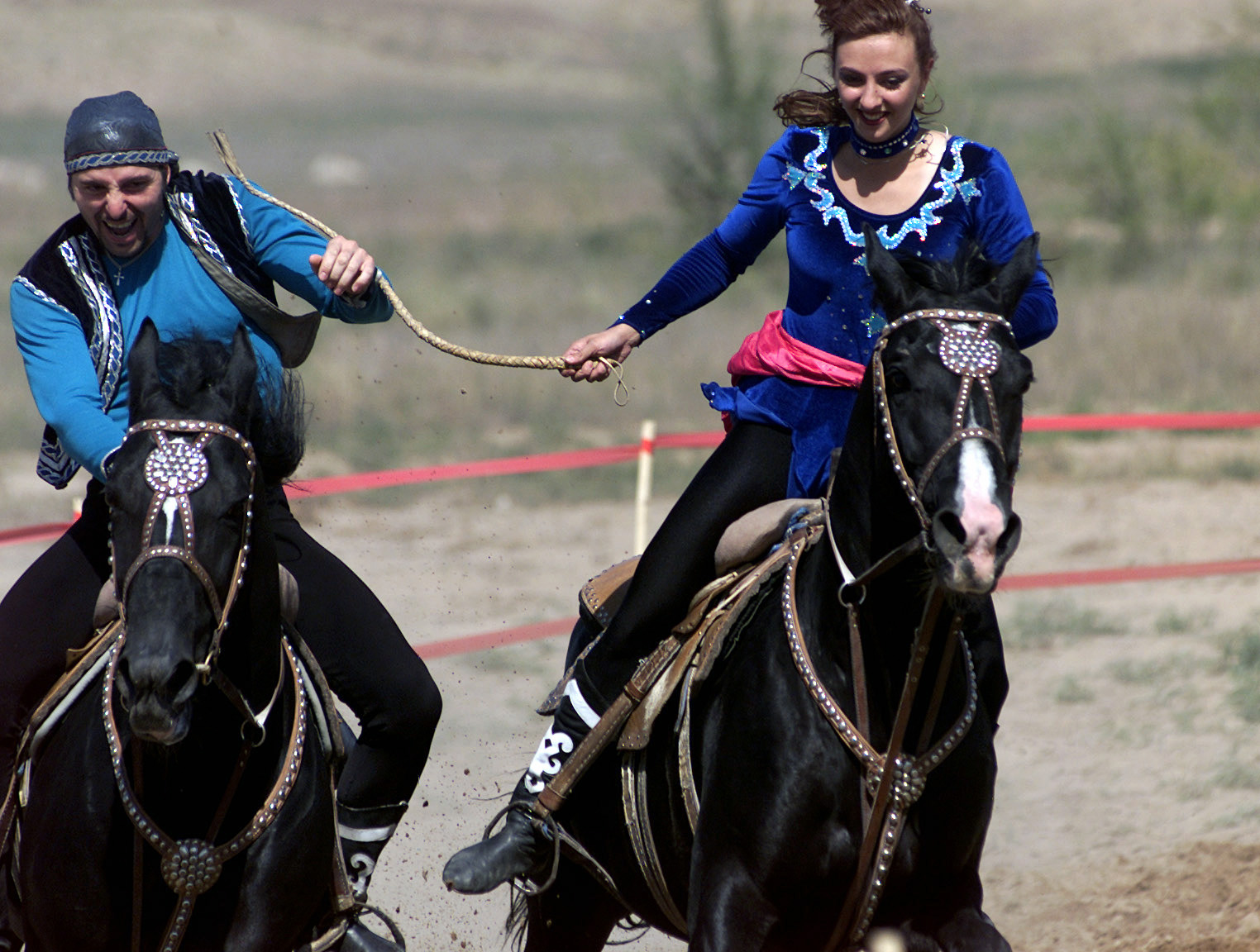
Une partie de Kyz kuu.

Le Kyz kuu/Kyz kuumai (attraper la fille/attraper la mariée) est un jeu équestre traditionnel originaire du Kazakhstan et Kirghizistan. Ce jeu de course à cheval met en compétition un jeune homme et une jeune femme.

## Déroulement du jeu
L'homme attend sur une ligne de départ que la femme le dépasse au galop. Lorsque la jeune femme passe le jeune homme, il peut lancer à son tour son cheval au galop. Si le jeune homme est capable de rattraper la femme avant d'atteindre la ligne d'arrivée, il  remporte la course et peut lui voler un baiser. Dans le cas contraire, la femme fait faire demi-tour à sa monture et poursuit l'homme jusqu'à la ligne de départ. Elle remporte la course, si elle arrive à utiliser son fouet pour le battre.